# Сисембаев, Сатибалды
Сатибалды Сисембаев (каз. Сатыбалды Сисембаев; 1922 год, аул Каракум) — заведующий коневодством колхоза имени Шевченко Шевченковского района Гурьевской области. Герой Социалистического Труда (1948).

## Биография
Родился в селе Каракум (ныне — Мангистауский район).
Трудовую деятельность начал в 1940 году. Работал в бригаде по заготовке сена, возглавлял коневодческую бригаду в колхозе имени Шевченко Шевченковского района. Позднее руководил коневодческим отделом этого же колхоза.
Благодаря деятельности Сатибалды Сисембаева поголовье колхозного табуна увеличилось за три года в три раза. За получение высокой продуктивности животноводства в 1947 году указом Президиума Верховного Совета СССР от 23 июля 1948 года удостоен звания Героя Социалистического Труда с июля с вручением ордена Ленина и золотой медали «Серп и Молот».
Память
Именем Сатибалды Сисембаева названа улица в селе Кызылозен Тупкараганского района Мангистауской области.